# 불개미 (영화)
"불개미"는 1966년 공개된 대한민국의 영화이다.

## 배역
- 김지미
- 박암
- 방수일
- 도금봉
- 석운아
- 전영선
- 조항
- 추석양
- 전창근
- 진성권
- 김주오
- 김기범